# Tishara Cousino
Tishara Lee Cousino (Las Vegas, Nevada; 16 de junio de 1978) es una modelo y ocasionalmente actriz norteamericana que fue playmate del mes de mayo de 1999 de la revista Playboy. Su centerfold fue realizado por el fotógrafo Arny Freytag. Además de su aparición en la revista mensual también lo hizo en ediciones especiales y en varios videos playboy.

## Apariciones en videosPlayboy
- Playboy's Fifty Years of Playmates (2004)
- Playboy's Girls of the Hard Rock Hotel & Casino, Las Vegas (2001)
- Playboy's Playmates Bustin' Out (2000)
- Playboy's 2000 Video Playmate Calendar (1999)
- Playboy's Girlfriends 2 (1999)
- Playboy's Playmate Erotic Adventures (1999)
- Playboy's Playmate Profile Video Collection Featuring Miss May 1999, 1996, 1993, 1990 (1999)